# Saoedi-Arabië op de Olympische Zomerspelen 2016
Saoedi-Arabië nam deel aan de Olympische Zomerspelen 2016 in Rio de Janeiro, Brazilië. Het land had een selectie bestaande uit elf atleten, actief in vijf verschillende sporten. Onder deze elf sporters waren vier vrouwen; niet eerder vaardigde Saoedi-Arabië zoveel vrouwelijke atleten af naar de Spelen. Ook Sara Al-Attar, de langeafstandloopster die in 2012 de eerste olympische deelneemster van haar land was, behoorde tot de deelnemers in 2016.
In de judoklasse tot 51 kilogram zegde de Saoedi-Arabische judoka Joud Fahmy haar eerste rondewedstrijd tegen Christianne Legentil uit Mauritius af. Legentil trof vervolgens de Israëlische Gili Cohen in de volgende ronde. Fahmy werd ervan beschuldigd forfait te hebben gegeven om zo een confrontatie met de Israëlische judoka te voorkomen. Zijzelf ontkende dat. Arabische media meldden dat Fahmy geblesseerd was geweest. Het olympisch medisch team zou Fahmy hebben geadviseerd niet deel te nemen aan de competitie, om zo haar blessure niet te verergeren.

## Deelnemers en resultaten
(m) = mannen, (v) = vrouwen 

### Atletiek
| Olympiër                  | Discipline       | Resultaat | Prestatie                             |
| ------------------------- | ---------------- | --------- | ------------------------------------- |
| Abdullah Abkar Mohammed   | 100m (m)         | 34e       | serie 3: 5de in 10,26                 |
| Tariq Ahmed Al-Amri       | 5000 m (m)       | 36e       | serie 2: 21ste in 14.26,90            |
| Moukhled Al-Outaibi       | 5000 m (m)       | 33e       | serie 1: 21ste in 14.18,48            |
| Sultan Mubarak Al-Dawoodi | discuswerpen (m) | 33e       | kwalificatie groep A: 16de met 54,34m |
|                           |                  |           |                                       |
| Kariman Abuljadayel       | 100m (v)         | 79e       | voorronde serie 3: 7de in 14,61       |
| Sarah Attar               | marathon (v)     | 132e      | 3:16.11                               |

### Gewichtheffen
| Olympiër           | Discipline | Resultaat | Prestatie                                                      |
| ------------------ | ---------- | --------- | -------------------------------------------------------------- |
| Mohsen Al-Duhaylib | –69kg (m)  | 17e       | trekken: 20ste met 135kg stoten: 17de met 162 kg totaal: 297kg |

### Judo
| Olympiër       | Discipline | Resultaat | Prestatie                                                |
| -------------- | ---------- | --------- | -------------------------------------------------------- |
| Sulaiman Hamad | –66kg (m)  | 17e       | 1ste ronde: vrij 2de ronde: V van MGL Tömörkhüleg: ippon |
|                |            |           |                                                          |
| Joud Fahmy     | –52kg (v)  | 17e       | 1ste ronde: V van MRI Legentil: w/o                      |

### Schermen
| Olympiër       | Discipline | Resultaat | Prestatie                          |
| -------------- | ---------- | --------- | ---------------------------------- |
| Lubna Al-Omair | floret (v) | 33e       | 1ste ronde: V van BRA Rochel: 0–15 |

### Schietsport
| Olympiër         | Discipline           | Resultaat | Prestatie                                              |
| ---------------- | -------------------- | --------- | ------------------------------------------------------ |
| Atallah Al-Anazi | 10m luchtpistool (m) | 32e       | kwalificatie: 32ste met 573 punten (96-94-95-95-98-95) |
| Atallah Al-Anazi | 50 m pistool         | 20e       | kwalificatie: 20ste met 550 punten (92-86-92-92-96-91) |